# Вранешты (Фалештский район)
Вранешты (рум. Vrăneşti, Врэнешть) — село в Фалештском районе Молдавии. Наряду с сёлами Таксобены и Новая Грубна входит в состав коммуны Таксобены.

## География
Село расположено на высоте 160 метров над уровнем моря.

## Население
По данным переписи населения 2004 года, в селе Врэнешть проживает 36 человек (16 мужчин, 20 женщин).
Этнический состав села:
| Национальность | Число жителей | Процентный состав |
| -------------- | ------------- | ----------------- |
| молдаване      | 36            | 100.0             |
| Всего          | 36            | 100 %             |